# Детињств(а)о — концептуализације и контекстуализације — Импликације за праксу предшколског васпитања и образовања
Детињств(а)о — концептуализације и контекстуализације — Импликације за праксу предшколског васпитања и образовања је научна монографија ванредне професорке Филозофског факултета Универзитета у Београду Лидије Мишкељин, објављена 2022. године. Представља обједињени преглед савремене научне литературе детињства као друштвеног конструкта указујући на неопходну сложеност у интерпретирању и разумевању концепта дете и детињство.

## О ауторки
Лидија Мишкељин је ванредни професор на Одељењу за педагогију и андрагогију Филозофског факултета Универзитета у Београду. Професорка је на више предмета из области предшколске педагогије на основним, мастер и докторским студијама педагогије, као и на предмету Теорије детињства и на примењеном курсу Професионалне вештине на основним студијама. Њене главне области истраживања су васпитање и образовање у раном детињству, системи и програми предшколског васпитања и образовања, професионални развој практичара у образовању, нове студије детињства и системске промене у образовању. Ауторка је монографије Дечји вртић као извор курикулума. Коауторка је књиге Од учења ка подучавању и приручника Апликација за електронску педагошку документацију о васпитно-образовном раду у предшколској установи: упутство за коришћење, Водич за укључивање деце са сметњама у развоју у систем предшколског васпитања и образовања, Приручник за диверсификацију програма предшколског васпитања и образовања, Водич за самовредновање у предшколским установама, Ментор и приправник, водич за наставнике, васпитаче и стручне сараднике, Водич кроз стручно усавршавање и напредовање наставника, васпитача и стручних сарадника и Водич за увођење у посао васпитача у предшколским установама. Учествовала је као истраживач у неколико националних истраживачких пројеката које финансира Министарство просвете, науке и технолошког развоја Републике Србије, као и у неколико међународних пројеката финансираних од стране Европске комисије, Уницефа, Светске банке и друго.

## О књизи
Монографија, према речима професорке др Живке Крњаје из рецензије, пружа обједињени преглед савремене научне литературе кроз коју читаоце ауторка проводи представљајући детињство као друштвени конструкт и указује на сложеност у интерпретирању и разумевању концепта дете и детињство. Ауторка користи различите методолошке технике као и различита реторичка средства, пре свега метафоре са циљем расветљавања и приближавања наратива о детету и детињству и повезује их са различитим доменима васпитања и образовања као друштвеном праксом, како наводи професорка др. Крњаја. Монографија пружа свеобухватни приказ односа између схватања детета и концепције програма предшколског васпитања и образовања, као и приказ начина којима институционална моћ васпитно образовне установе обликује слику о детету. Ауторка, према речима професорке др Драгане Павловић Бренеселовић из рецензије, доследно репрезентује дискурс постмодерне, уједно даје и свеукупну метафору детињства као „простора зачудности – истовремене упитаности, понесености и задивљености, сумње и трагања”. У књизи су наведена више тумачења детињства, али и отворен оквир за могућа нова позиционирања. У монографији ауторка наводи да смо сви искусили детињство, да то и многа друга искуства „заједно са културним артефактима (књиге, филмови, ритуали, установе, институције..) и професионалним ресурсима (научни радови, истраживања, публикације, студије..) су оставила трага који су градили и нас и наше разумевање детињства: шта је оно, шта значи и какво би требало да буде. Паралелно са тим, та разумевања утичу и обликују наше разумевање и развијање праксе васпитања и образовања у раном детињству. Запитаност над значењем концепта и различитих конструкција детињства у оквиру студија детињства, истраживања са децом израњају нове парадигме, отварајући вишеструке могућности за трансформацију доминантних концепата, конструкција и концептуализација детета – детињства – праксе васпитања и образовања у раном детињству” из чега произилази мотив за настанак књиге. Ауторка је трагала за властитим сазнањима и поимањима суочавајући се са постојањем различитих концептуализација детињства и њихових импликација за праксу васпитања и образовања отварајући питања и проблематизујући доминантна полазишта, парадигме, како у самосталном раду, тако и у оквиру курса Детињство, култура и образовање на мастер студијама Педагогије са колегама и студентима.